# Molino de viento de Brixton

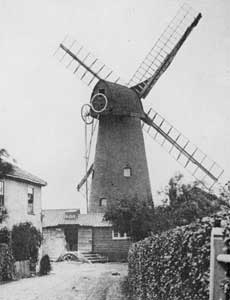
El molino en funcionamiento, 1864.

El molino de viento de Brixton (en inglés, Brixton Windmill; también llamado Ashby's Mill) es un molino de viento en el municipio londinense de Lambeth. Es un edificio protegido con grado II*. Estaba en Surrey cuando se construyó y ha sido conservado.

## Historia
Este molino se construyó en 1816 y funcionó como molino hasta el año 1862, cuando el negocio se transfirió a molino de agua en Mitcham en el río Wandle. Las aspas del molino fueron eliminadas en 1864 y el molino fue relegado a almacén. En 1902, expiró el alquiler del molino de agua y se instaló un motor a vapor. Este más tarde fue reemplazado por un motor de gas. Trabajó con este motor hasta 1934, y proporcionó harina a hoteles y restaurantes del West End. Tras la guerra hubo propuestas de demoler el molino y construir un bloque de pisos. La propuesta fue rechazada y se decidió conservar el molino, que fue restaurado en 1964 por el Consejo del condado de Londres. Se le pusieron nuevas aspas, y se le instaló maquinaria procedente de un molino en Burgh le Marsh, Lincolnshire, que reemplazó a la que se había quitado. Hubo nuevas restauraciones en 1978 y 1983, pero el molino había sido ya colocado entre los edificios en peligro en 1995. En septiembre de 2004, se organizó una excavación arqueológica, con la ayuda del Servicio de Arqueología del Museo de Londres. Tras una nueva restauración el molino se reabrió al público el 2 de mayo de 2011 por Chuka Umunna, MP por la circunscripción de Streatham.

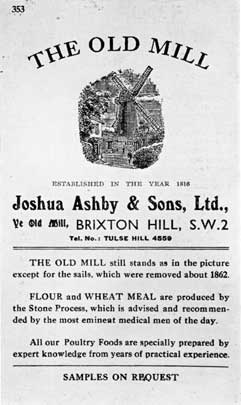
Folleto del Ashby's mill, Brixton, 1914.